# Несмит, Тед
Тед Несмит (англ. Ted Nasmith) — канадский художник-иллюстратор и архитектор-рендерер. Наиболее известны его иллюстрации к работам Дж. Р. Р. Толкина — «Сильмариллион», «Хоббит, или Туда и обратно» и «Властелин колец».
Родился в середине 1950-х в Годерич, провинция Онтарио, Канада.
В 1972 году Несмит отправил несколько рисунков Толкину и получил ответ профессора, которому понравились эти работы, уже спустя несколько недель. Впрочем, Толкин отметил, что образ Бильбо Бэггинса получился немного детским. Это подвигло Несмита на новые визуальные интерпретации работ Толкина.
Стиль толкиновских работ Несмита смешивает люминистические пейзажи (люминизм) и викторианский неоклассический стиль.

«Lúthien» — одна из самых удачных работ Теда Несмита, гуашь, впервые включена в Календарь Толкина 1990 года

Четыре его работы были включены в Календарь Толкина 1987 года и затем его работы стали регулярно появляться в следующих выпусках календарей, в том числе сольных выпусках (1990, 2002, 2003, 2004, 2009).
В октябре 1996 Несмит иллюстрировал выпуск «Сильмариллиона» (первое иллюстрированное издание), в то же время сложились их сильные рабочие взаимоотношения с Кристофером Толкином.
Этот выпуск был издан в 1998; второе издание в 2004 году (ISBN 0-618-39111-8) включило ещё больше иллюстраций Несмита.
В начале 1999 года представители режиссёра Питера Джексона и кинокомпании New Line Cinema предложили Несмиту работу над концепт-артом трилогии «Властелин колец» вместе с Джоном Хау и Аланом Ли, однако тот вежливо отказался, сославшись на творческий кризис и  на то, что он фрилансер и не готов взять на себя профессиональные обязательства. Однако пользователи посвященного художнику сайта все же нашли сходство между некоторыми кадрами фильмов и работами Теда Несмита.
Несмит — член Общества Толкина, Общества Мифотворчества и Mensa Beyond Bree. Он также музыкант, гитарист и тенор. Некоторые его музыкальные работы также вдохновлены работами Толкина. Первый коммерческий альбом Спрятанная Дверь: Песни в Ключе Обаяния (The Hidden Door: Songs in the Key of Enchantment) появился в 2007 году. Работал в музыкальном проекте Берен и Лютиэн: Цикл Песен (Beren and Lúthien: A Song Cycle) вместе со своим другом Алексом Льюисом. Поддерживает тесные связи с Ансамблем Толкина.